# Oneirodes plagionema
Oneirodes plagionema es una especie de pez del género Oneirodes, familia Oneirodidae, orden Lophiiformes. Fue descrita científicamente por Pietsch & Seigel en 1980.
Especie inofensiva para el ser humano. Puede alcanzar los 2000 metros de profundidad.

## Descripción
Su longitud estándar es de 2,5 centímetros.

## Distribución
Se distribuye por los océanos Índico y Pacífico.